# Trogen tjur sökes
Trogen tjur sökes (engelska: Someone Like You) är en amerikansk långfilm från 2001 i regi av Tony Goldwyn, med Ashley Judd, Greg Kinnear, Hugh Jackman och Marisa Tomei i rollerna. Filmen är baserad på en roman med samma namn skriven av Laura Zigman.

## Handling
Jane faller handlöst för den nyanställde Ray. Men när hon dumpas av honom blir hon besatt att ta reda på varför män lämnar kvinnor. Hon utvecklar en teori baserad på tjurars vanor som blir publicerad i en tidning. Artikeln väcker stor uppståndelse och hon får balansera mellan sitt yrkesliv och trassliga privatliv. Men runt om hörnet väntar en överraskning.

## Rollista
| Ashley Judd    | – Jane Goodale         |
| Greg Kinnear   | – Ray Brown            |
| Hugh Jackman   | – Eddie Alden          |
| Marisa Tomei   | – Liz                  |
| Ellen Barkin   | – Diane Roberts        |
| Catherine Dent | – Alice, Janes syster  |
| Peter Friedman | – Stephen, Alices make |
| Laura Regan    | – Evelyn               |